# 4 tháng 4
Ngày 4 tháng 4 là ngày thứ 94 trong mỗi năm thường (ngày thứ 95 trong mỗi năm nhuận). Còn 271 ngày nữa trong năm.

## Sự kiện
- 1287 – Wareru lập ra vương quốc Hanthawaddy tại miền nam Myanmar ngày nay và xưng vương sau khi triều Pagan sụp đổ.
- 1581 – Francis Drake kết thúc chuyến đi vòng quanh thế giới bằng đường biển và được Nữ hoàng Elizabeth I phong tước hiệp sĩ.
- 1814 – Hoàng đế Napoléon I thoái vị lần đầu tiên.
- 1818 – Quốc hội Mỹ chấp nhận lá cờ Mỹ với 13 sọc đỏ và trắng và một hình sao cho mỗi tiểu bang (20 hình sao), với mỗi hình sao được thêm vào khi một tiểu bang nào đó được nhận vào nước Mỹ.
- 1841 – Tổng thống William Henry Harrison chết vì viêm phổi, trở thành Tổng thống Mỹ đầu tiên chết khi đương nhiệm và vì chỉ là Tổng thống trong vòng một tháng, ông là Tổng thống có nhiệm kỳ ngắn nhất.
- 1850 – Los Angeles được hợp nhất thành một thành phố, hiện là thành phố lớn nhất tiểu bang California và lớn thứ nhì tại Hoa Kỳ.
- 1905 – Ở Ấn Độ, động đất gần Kangra làm chết 370.000 người.
- 1928 – Trọng tài viên Max Huber của Tòa Trọng tài Thường trực La Haye đưa ra kết luận đảo Palmas thuộc về Đông Ấn Hà Lan trong vụ kiện giữa Hà Lan và Hoa Kỳ.
- 1939 – Faisal II trở thành Vua Iraq.
- 1945 – Chiến tranh thế giới thứ hai: Quân Mỹ giải phóng trại tập trung Ohrdruf ở Đức.
- 1949 – 12 quốc gia Tây Âu và Bắc Mỹ ký Hiệp ước Bắc Đại Tây Dương tại Washington, D.C, thành lập Tổ chức Hiệp ước Bắc Đại Tây Dương (NATO).
- 1964 - Tướng Nguyễn Khánh giải tán Hội đồng Nhân sĩ (1963) ở Sài Gòn
- 1968 – Nhà hoạt động người Mỹ Martin Luther King bị ám sát trên ban công khách sạn ở Memphis, Tennessee, Hoa Kỳ.
- 1968 – Chương trình Apollo: NASA phóng tàu Apollo 6.
- 1973 – Trung tâm Thương mại Thế giới ở Thành phố New York được khánh thành chính thức.
- 1975 – Chiến tranh Việt Nam: Chiến dịch Baby Lift – Một máy bay C-5A Galaxy của Không quân Mỹ chở trẻ em mồ côi rớt xuống gần Sài Gòn ngay sau khi bay lên. 172 người chết.
- 1976 – Norodom Sihanouk từ chức nguyên thủ quốc gia của Campuchia Dân chủ vì sự tàn bạo của Khmer đỏ, sau đó ông lưu vong tại Trung Quốc và Triều Tiên.
- 2023 - Phần Lan trở thành thành viên của NATO sau một thời gian bị Thổ Nhĩ Kỳ phủ quyết.
- 2025 - Tòa Hiến pháp Hàn Quốc ra phán quyết giữ nguyên quyết định của quốc hội về việc luận tội Tổng thống Hàn Quốc Yoon Suk-yeol, phế truất ông khỏi cương vị này.

## Sinh
- 1910 - Đặng Văn Ngữ, bác sĩ y khoa, nhà ký sinh trùng nổi tiếng Việt Nam (m. 1967)
- 1964 - Đặng Thân, nhà văn người Việt Nam
- 1965- Robert Downey Junior, diễn viên người Mỹ.
- 1969 - Lê Tấn Tới, thiếu tướng Công an Nhân dân Việt Nam.
- 1976 - Emerson Ferreira da Rosa, cầu thủ bóng đá người Brazil
- 1979 - Joe Chen, ca sĩ và diễn viên người Đài Loan
- 1979 - Heath Ledger, diễn viên người Úc (m. 2008)
- 1986 - Eunhyuk, ca sĩ người Hàn Quốc (Nhóm Super Junior)
- 1987 - Sami Khedira, cầu thủ bóng đá người Đức
- 1990 - Ninh Dương Lan Ngọc, nữ diễn viên người Việt Nam
- 1991 – Jamie Lynn Spears, ca sĩ, diễn viên Mỹ
- 1996 - Austin Mahone, ca sĩ người Mỹ

## Mất
- 397 – Thánh Ambrose, Giám mục Milano
- 1292 – Giáo hoàng Nicôla IV
- 1841 – William H. Harrison, tổng thống Hoa Kỳ (s. 1773)
- 1968 – Mục sư Martin Luther King, Jr., tiến sĩ thần học, nhà hoạt động cho nhân quyền của người da đen. (s. 1929)
- 2005 – Trương Trọng Thi, kỹ sư máy tính
- 2015 - Thanh Sơn - nhạc sĩ  (s. 1940)

## Ngày lễ và kỷ niệm
- Ngày Zip ở Thác nước Newton, Ohio